# اوليمبيا واريوس
اوليمبيا واريوس الاسم الكامل: (بالإنجليزية: Olympia Football Club Warriors)‏ هو نادي كرة قدم أسترالي تم إنشاؤه في سنة 1968 الميلادية وشارك في الدوري فيكتوري الأسترالي.